# Дросте (награда)
Наградата „Дросте“ (на немски: Droste-Preis) е най-старата немскоезична литературна награда, присъждана на всеки три години изключително на авторки, пишещи на немски език. За първи път е присъдена през 1957 г. От 1962 г. се дава от град Меерсбург за възпоменание на поетесата Анете фон Дросте-Хюлзхоф.
Главната награда „за цялостно литературно творчество“ е в размер на 6000 €.
От 2003 г. допълнително се присъжда поощрителна награда „за млади писателки“, които са започнали да публикуват литературни творби.
Поощрителната премия възлиза на 4000 €.

## Носители на наградата (подбор)
- Ерика Буркарт (1957)
- Нели Закс (1960)
- Кристине Буста (1963)
- Розе Ауслендер (1967)
- Хилде Домин (1971)
- Гертруд Лойтенегер (1979)
- Фридерике Майрьокер (1997)
- Катрин Шмит (2003)
- Улрике Дрезнер (2006), Марион Пошман (поощрение)
- Марлене Щреерувиц (2009), Зилке Шойерман (поощрение)
- Хелга М. Новак (2012), Улрике Алмут Зандиг (поощрение)
- Юдит Шалански (2015)